# چیاپاس
چیاپاس (به اسپانیایی: Chiapas) یکی از سی و یک ایالت مکزیک است.

## جغرافیا
۱۱۸ شهر دارد و مرکز آن توکسلا گوتیرز است.
این ایالت جنوبی‌ترین ایالت مکزیک بوده که با کشور گواتمالا مرز دارد و جنوب آن اقیانوس آرام است.

## آب و هوا
این ایالت آب و هوایی حاره‌ای دارد و حتی در شمال آن میزان بارندگی به ۳٬۰۰۰ میلیمتر (۱۲۰ اینچ) در سال می‌رسد.
در گذشته این ایالت جنگل بارانی زیادی داشته‌است اما اکثراً از بین رفته‌اند با این حال میزان بارش در شمال آن به حدی است که می‌توان در ان میوه‌های حاره‌ای مانند موز به عمل آورد.

## تاریخچه
در حدود جغرافیای این ایالت در گذشته تمدن مایا حضور داشت.